# Назиф, Ахмед
Доктор Ахмед Назиф (араб. أحمد نظيف‎; род. 8 июля 1952, Александрия, Египет) — египетский политик, премьер-министр Египта с 14 июля 2004 по 29 января 2011 года.
Принадлежит к Национально-демократической партии президента страны Хосни Мубарака. Назначенный в 2004 году премьер-министром Назиф стал одним из самых молодых премьер-министров в истории Египта. Его кабинет имел репутацию нео-либерального и технократического. В 2005 году правительство Назифа ушло в отставку в связи с парламентскими выборами, по их итогам 27 декабря того же года Назиф сформировал новый кабинет.
Окончательно уволен в январе 2011 года, в апреле того же года арестован по подозрению в растрате.